# Team Neuss
Das Team Neuss ist das S-Seniorteam sowie das S-Juniorteam Voltigiergruppe des RSV Neuss-Grimlinghausen und besteht seit 2005. Trainerinnen und Longenführerinnen sind Jessica Lichtenberg (geb. Schmitz), Elisabeth Simon, Simone Lang-Wiegele und Antje Hill. Das auf dem Nixhof in Neuss beheimatete Team ist Mitglied des Bundes-A-Kaders Gruppenvoltigieren.
Das Seniorteam wurde bei den Weltreiterspielen in Aachen 2006 und bei den Weltreiterspielen in Caen 2014 Weltmeister und 2012 in Le Mans Vizeweltmeister im Gruppenvoltigieren, 2011 wurde es in Le Mans und 2013 in Ebreichsdorf Europameister. Auch bei den Europameisterschaften 2015 in Aachen sicherte man sich vor heimischem Publikum die Goldmedaille. Das Juniorteam wurde 2012 und 2013 Europameister seiner Altersklasse.
Zum Abschluss des Jahres 2006 wurde die Gruppe von den Zuschauern des WDR zur NRW-Mannschaft des Jahres 2006 gewählt. 77,6 Prozent der Stimmen entfielen dabei auf das Team aus Neuss, das damit so prominente Namen wie die Basketballer von RheinEnergie Köln und die Handballer vom TBV Lemgo deutlich auf die Plätze zwei und drei verwies.
In den Reihen des Teams befanden und befinden sich auch leistungsstarke Einzelsportlerinnen wie Simone Wiegele und Antje Hill, die Mitglieder des Bundes-A-Kaders Einzelvoltigieren waren. Janika Derks und Pauline Riedl sind seit Ende 2013 wieder im Bundeskader vertreten.

## Weitere Erfolge
- Deutsche Meisterschaften
  - Gold: 2006, 2007, 2008, 2009, 2010 (zusammen mit der JRG Köln), 2011, 2012, 2013, 2014, 2015, 2017.
  - Silber: 2005.

- Nationale Erfolge
  - Sieger der Rheinischen Meisterschaften 2005, 2006, 2007, 2011, 2013.
  - 2008: Silber „Preis der Besten“ (Krumke)
  - 2010: Silber „Preis der Besten“ (Kurtscheid)
  - 2011: Gold „Preis der Besten“ (Darmstadt)
  - 2012: Gold „Preis der Besten“ (Berlin)
  - 2013: Gold „Preis der Besten“ (Krumke)

- Siege bei internationalen Turnieren (CVI)
  - 2006: Saumur (FRA), CHIO Aachen
  - 2007: CHIO Aachen (GER)
  - 2008: Nationenpreis beim CHIO Aachen als „Deutschland I“ (zusammen mit Kai Vorberg und Nicola Ströh); Wiesbaden (GER)
  - 2009: Stadl-Paura (AUT); Aachen (GER)
  - 2010: CHIO Aachen (GER) (zusammen mit der JRG Köln)
  - 2011: Saumur (FRA), Master Class Wiesbaden (GER), CHIO Aachen (GER), Nationenpreis beim CHIO Aachen als „Deutschland I“, Europameisterschaft (Le Mans/FRA)
  - 2012: Saumur (FRA), CHIO Aachen, Krumke (GER), Nationenpreis beim CHIO Aachen als „Deutschland I“, Europameisterschaft (Pezinok/Slowakei)
  - 2013: CHIO Aachen, CVI Belgium
  - 2015: CVIO Verden